# Duologie
Een duologie is een serie van twee delen die bij elkaar horen. Dit kan zowel bij boeken, films of muziek voorkomen. Een duologie is veel minder gebruikelijk dan een trilogie, waar er dan drie delen bij elkaar horen. Bij een duologie gaat het om een eerste deel met slechts één vervolg.